# ارلين سبكتر
ارلين سبكتر (بالإنجليزية: Arlen Specter) (و. 1930 – 2012 م) هو سياسي، وضابط، ومحام من الولايات المتحدة الأمريكية ولد في ويجيتا، كانساس.
تولى منصب عضو مجلس الشيوخ الأمريكي .وهو عضو في الحزب الديمقراطي الأمريكي، والحزب الجمهوري .

## التعليم
تعلم في جامعة أوكلاهوما، وجامعة ييل، وجامعة بنسلفانيا، وكلية ييل للحقوق.